# Robert II (książę Burgundii)

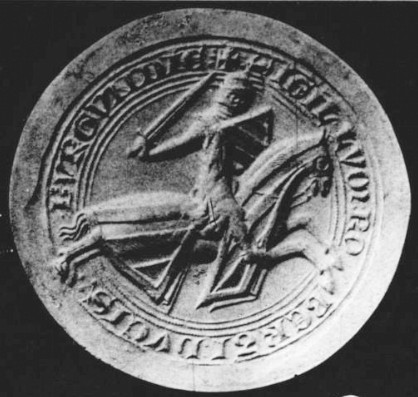
Pieczęć Roberta II

Robert II (ur. ok. 1248 r., zm. 9 października 1305 r.) – książę Burgundii od 1272 r. z dynastii burgundzkiej.

## Życiorys
Robert był trzecim synem księcia burgundzkiego Hugona IV i jego pierwszej żony Jolanty, córki hrabiego Dreux Roberta III. Jego dwaj starsi bracia Odo i Jan zmarli przed śmiercią ojca (odpowiednio w 1269 i 1268 r.), dzięki czemu po śmierci Hugona IV w 1272 r. został księciem Burgundii. Musiał jednak odeprzeć roszczenia do tronu swych bratanic (obaj zmarli bracia mieli córki). W 1279 r. poślubił Agnieszkę (ur. 1260, zm. 1327), najmłodszą córkę króla Francji Ludwika IX Świętego. Służąc królowi uczestniczył m.in. w wyprawie przeciwko Aragonii w 1285 r. oraz kampaniach we Flandrii w 1297, 1302 i 1304 r. Nie zdołał jednak otrzymać hrabstwa Burgundii, o które starał się w 1295 r. W 1284 r. wydał swoją najmłodsza siostrę Agnieszkę (Izabelę) za króla Niemiec Rudolfa I Habsburga, od którego otrzymał potem regencję w Delfinacie.
Robert był znaczną postacią na dworze królów francuskich. Dwie jego córki, Małgorzata i Joanna zostały żonami królewskimi (do obu małżeństw doszło już po śmierci ojca).

## Rodzina
W 1279 r. Robert poślubił Agnieszkę (ur. 1260, zm. 1327), najmłodszą córkę króla Francji Ludwika IX Świętego. Z małżeństwa tego pochodziło dziesięcioro dzieci:
- Jan (?–1297),
- Małgorzata (?–?),
- Blanka (?–1348), żona hrabiego Sabaudii Edwarda,
- Małgorzata (1290–1315), żona króla Francji Ludwika X Kłótliwego,
- Joanna zwana Kulawą (1293/4–1348), żona króla Francji Filipa VI Walezjusza,
- Hugo V (1294–1315), następca ojca jako książę Burgundii,
- Odo IV (1295–1349), następca swego brata Hugona V jako książę Burgundii,
- Ludwik (1297–1316),
- Maria (1298–?), żona hrabiego Bar Edwarda I,
- Robert (?–1334), hrabia Tonnerre.